# Biblioteka Uniwersytecka Katolickiego Uniwersytetu Lubelskiego Jana Pawła II
Biblioteka Uniwersytecka Katolickiego Uniwersytetu Lubelskiego Jana Pawła II – biblioteka akademicka KUL. 

## Historia
Została założona w 1918. Jej utworzenie było jednym z podstawowych zadań komitetu organizacyjnego tworzonej w Lublinie uczelni. Za jej podstawę posłużył księgozbiór zgromadzony w piotrogrodzkiej Akademii Duchownej przez działaczy miejscowych Polaków (40 tys. woluminów). Pierwszą siedzibą biblioteki był budynek byłego klasztoru Ojców Bernardynów przy ul. Dolnej Panny Marii. Przed wybuchem II wojny światowej biblioteka liczyła 80 tys. woluminów. W listopadzie 1939 została zamknięta przez władze okupacyjne. Jej zbiory jednak przetrwały w stanie nienaruszonym okres okupacji. W 1949 roku została przeniesiona do swojej obecnej siedziby przy ul. Chopina. 
Dynamiczny rozwój biblioteki rozpoczął się w 1948, kiedy to jej dyrektorem został o. Romuald Gustaw (1950–1976). W okresie tym biblioteka osiągnęła strukturę biblioteki uniwersyteckiej, powiększając swoje zbiory ośmiokrotnie. W rezultacie w latach 1975–1976 liczba jednostek w księgozbiorze wynosiła niemal 700 tys. woluminów.
W okresie komunistycznym wiele zagranicznych – zachodnich – wydawnictw seryjnych i redakcji czasopism przysyłało bibliotece egzemplarze swoich tytułów. W efekcie biblioteka KUL była w tym okresie najlepiej zaopatrzoną polską biblioteką uniwersytecką pod względem zachodnich periodyków humanistycznych, społecznych i teologicznych.
Na przełomie XX i XXI w. gmach biblioteki uległ poważnej przebudowie i rozbudowie, która zmieniała jego wygląd zewnętrzny i zwiększyła powierzchnię użytkową.

## Dyrektorzy[1]
- Emilia Szeliga-Szeligowska 1918–1919
- Stanisław Ptaszycki 1919
- Konstanty Chyliński 1919–1924
- Henryk Insadowski 1924–1939
- Andrzej Wojtkowski 1944–1949
- Witold Nowodworski 1949–1950 (pełniący obowiązki dyrektora)
- Romuald Gustaw 1950–1976
- Andrzej Paluchowski 1976–1997
- Tadeusz Stolz 1998–2011
- Barbara Zezula 2011-2018
- Katarzyna Kołakowska 2018-2023
- Artur Podsiadły od 2023